# Buseoksa
El Buseoksa (en alfabet hangul: 부석사, en hanja: 浮石寺) és un temple budista en Yeongju, Corea del Sud. Es va fundar pel gran monjo Uisang l'any 676 durant el regne de Silla. Buseok significa "Temple de la pedra flotant".
L'escola Huayan coreana va ser instruïda en el temple a partir de les conferències de Uisang. Quan més tard Uisang va ser considerat erudit respectat del temple, va ser quan l'escola va ser anomenada escola Buseok.

## Llegenda
D'acord amb Samgukyusa, que és el registre històric més antic que queda d'aquesta regió, es diu que quan el monjo Uisang estava estudiant a la Xina va tenir relació amb una princesa de la dinastia Tang anomenada Seonmyo.
Segons la llegenda quan Uisang va tornar a Corea, Seonmyo es va llançar al mar, morint ofegada i convertint-se en un drac protector que va seguir a Uisang en el seu camí de tornada.
Quan Uisang va començar a construir el temple es va trobar amb l'oposició dels habitants locals. Un dia, en ser acorralat per aquests, el drac Seonmyo va llançar tres pedres del cel contra els seus fustigadors. Una d'aquestes pedres roman al costat de la construcció principal del temple, en un equilibri que alguns qualifiquen de miraculós. És per aquesta pedra que el temple rep el seu nom.

## L'edificació
El temple, reconstruït el 1376, alberga un edifici, la Muryangsujeon, conegut per ser el segon edifici de fusta més antic a Corea del Sud. El 1372, gran majoria d'annexos del temple van ser restablerts pel monjo Won-eung a l'estat que tenien quan regnava el rei Gongmin de la dinastia Goryeo. Pocs edificis d'aquesta època segueixen intactes, un d'aquests és l'edifici principal anomenat la Murangsujeon dedicat al buda celestial Amitābha.
El temple conserva tresors nacionals sud-coreans i altres patrimonis culturals.

## Història
Quan Uisang, el monjo fundador, va fer construir el temple, hi havia molts conflictes darrere del budisme coreà. Tot i així, Uisang volia establir el budisme per aconseguir l'harmonia entre la gent i en la societat. Durant Goryeo, el temple es va anomenar temple Seondal o Heung-gyo. Un document que es va descobrir el 1916, deia que la Muryangsujeon (edifici) havia estat reconstruït en el període inicial de Goryeo i que els mongols van cremar part del temple el 1358. Després es va reconstruir el 1376-77.

## Galeria

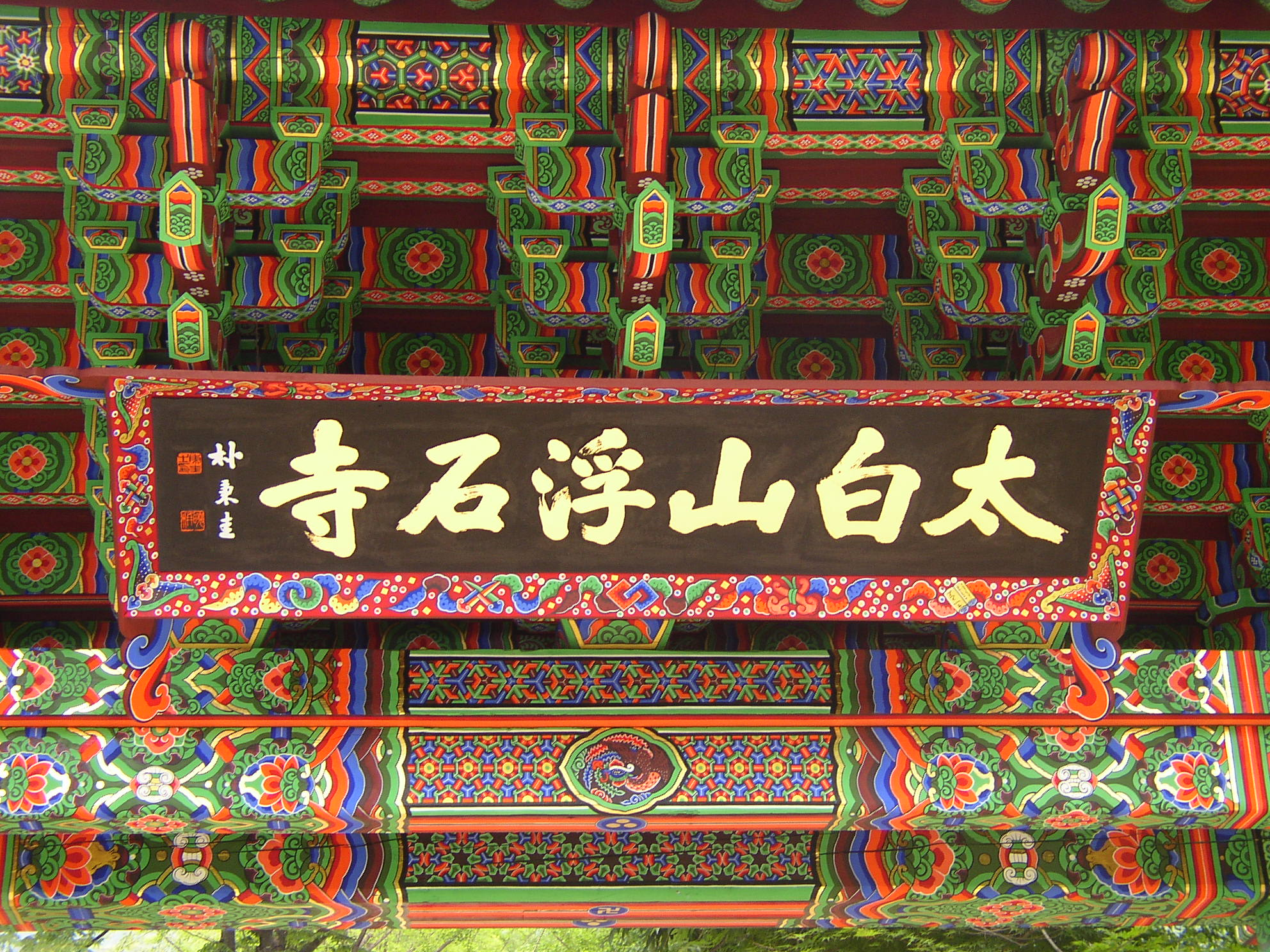
La porta principal anomenada Ilju.
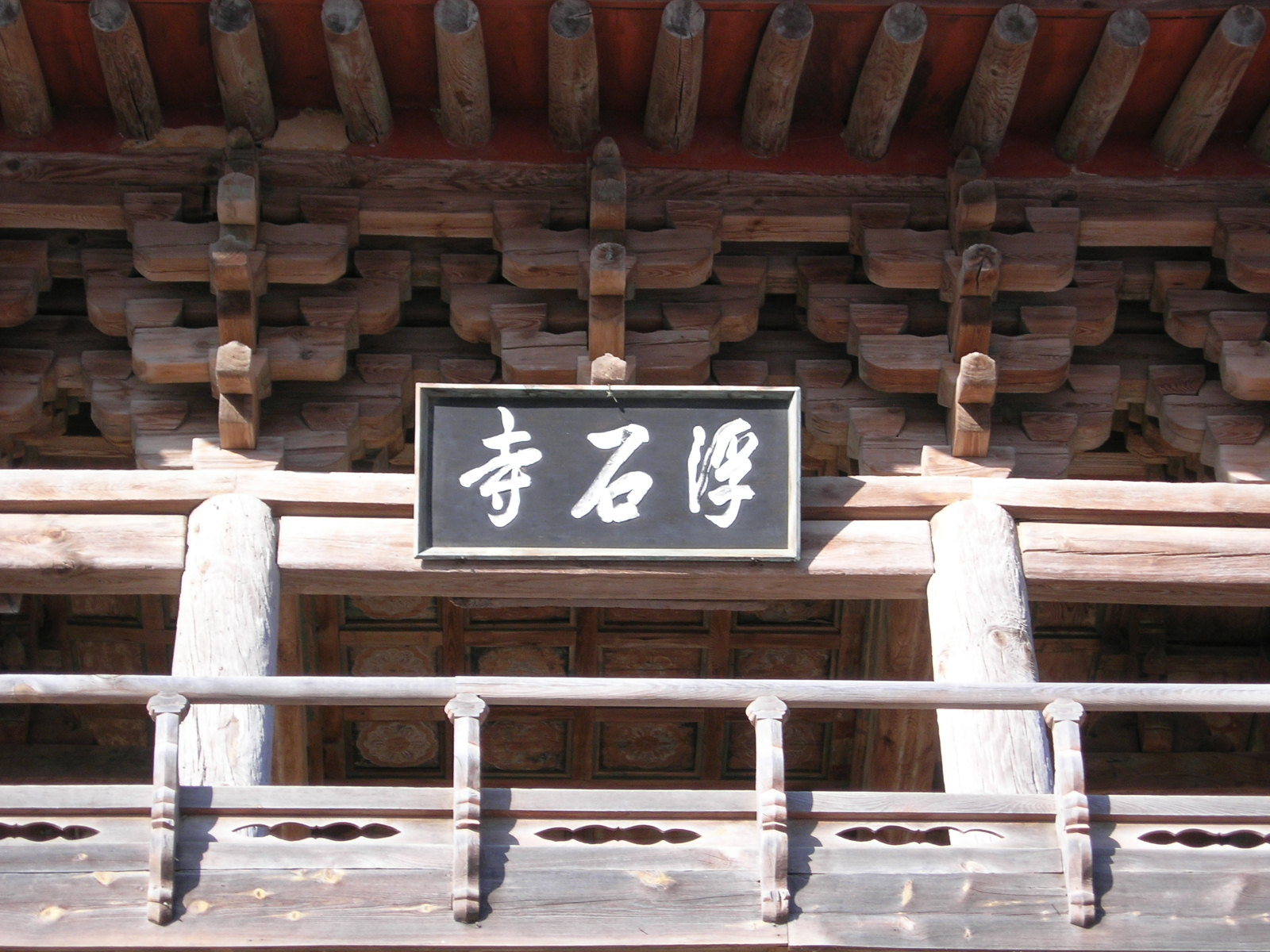
El rètol del temple que va escriure el president sud-coreà Syngman Rhee.